# Potamonautes lirrangensis
Potamonautes lirrangensis là một loài cua thuộc họ Potamonautidae. Loài này có ở Cộng hòa Dân chủ Congo, Malawi, Mozambique, và Tanzania. Môi trường sống tự nhiên của chúng là sông ngòi và hồ nước ngọt.

## Hình ảnh

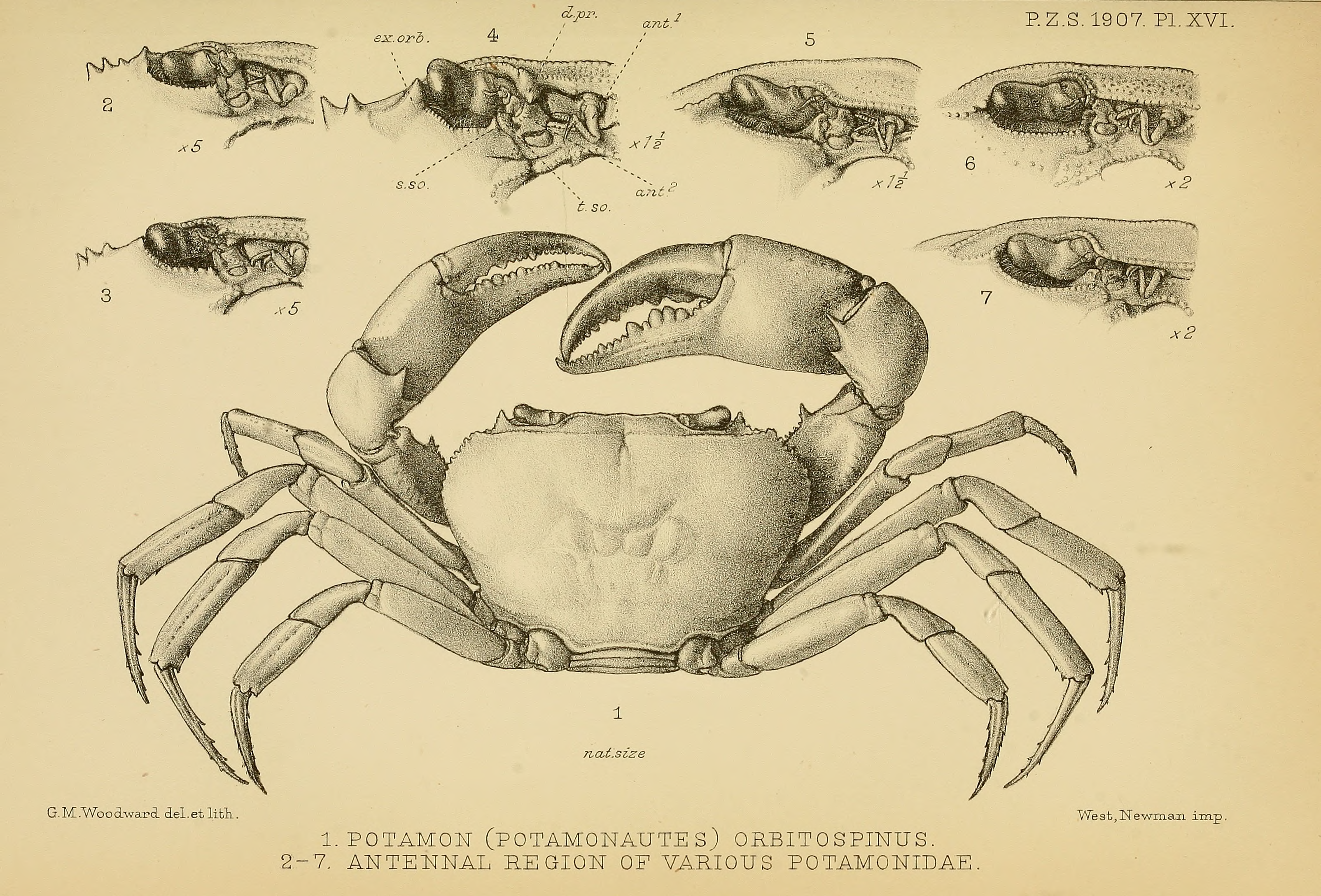